# Afonso Alves
Afonso Alves es un exfutbolista brasileño (n. Belo Horizonte; 30 de enero de 1981), jugaba como delantero y su último club fue el Al-Gharafa de Catar.

## Trayectoria
Afonso Alves comenzó su carrera en el Atlético Mineiro y luego se unió a la Allsvenskan en 2002 con el Örgryte IS. En 2004 se trasladó al Malmö FF , donde ganó el campeonato sueco ese mismo año. Allí permaneció un año más y marcó 14 goles en 24 partidos, antes de marcharse al Sportclub Heerenveen en 2006 por unos 4,5 millones de euros.
Con un importe de 4,5 millones de euros, constituye la mayor compra jamás realizada por el club holandés . En su primera temporada en el club, terminó máximo goleador con 34 goles en 31 partidos, un nuevo récord para el Heereveen. Por ello, los principales clubes europeos están considerando seriamente contratarlo.
El 7 de octubre de 2007, logró la hazaña de marcar 7 goles en el mismo partido durante el partido SC Heerenveen - Heracles Almelo (9-0), al mismo tiempo que atrajo la envidia de muchos grandes nombres europeos, en particular Liverpool y Manchester City.
En el mercado de fichajes de invierno de 2008, el jugador se marchó al AZ Alkmaar por 18 millones de euros. Pero debido a la falta de acuerdo sobre las exigencias salariales del jugador, las discusiones entre los dos clubes fracasaron.
Finalmente, el jugador firmó por 4 años con el club inglés Middlesbrough. El importe pagado por el traspaso al Heerenveen asciende a 20 millones de euros.
Marcó su primer gol y su primer doblete en la Premier League el 6 de abril de 2008 durante el partido contra el Manchester United (2-2).
En las últimas horas del mercado de fichajes fichó por el club qatarí Al-Sadd Sports Club, a pesar de ser titular indiscutible en el Middlesbrough FC, que acababa de descender. El club inglés recibe 12 millones de euros en la transacción.
Después de 6 meses, fue cedido al Al-Rayyan Sports Club en enero de 2010.

## Datos oficiales de Alfonso Alves
Temporada 2001-02 -> 3 partidos, 1 gol. Temporada 2002-03 -> 39 partidos, 23 goles. Temporada 2004-06 -> 55 partidos, 29 goles. Temporada 2006-08 -> 39 partidos, 45 goles. Temporada 2008-09 -> Debutó el 9 de febrero (no lo hizo antes por lesión), y marcó 10 goles entre febrero y junio (2 de ellos el 9 de febrero; día de su debut). 
En la temporada 2006-2007 marcó 31 goles en 34 partidos.

## Clubes
| Club             | País       | Año       |
| ---------------- | ---------- | --------- |
| Atlético Mineiro | Brasil     | 2001-2002 |
| Örgryte IS       | Suecia     | 2002-2003 |
| Malmö FF         | Suecia     | 2004-2006 |
| SC Heerenveen    | Holanda    | 2006-2008 |
| Middlesbrough    | Inglaterra | 2008-2009 |
| Al-Sadd SC       | Catar      | 2009-2010 |
| Al-Rayyan        | Catar      | 2010-2012 |
| Al-Gharafa       | Catar      | 2012-2013 |

## Palmarés

### Campeonatos nacionales
| Título      | Club     | País   | Año  |
| ----------- | -------- | ------ | ---- |
| Allsvenskan | Malmö FF | Suecia | 2004 |

### Copas internacionales
| Título       | Club                | País      | Año  |
| ------------ | ------------------- | --------- | ---- |
| Copa América | Selección de Brasil | Venezuela | 2007 |

### Distinciones individuales
| Distinción                                                | Año  |
| --------------------------------------------------------- | ---- |
| Futbolista del año en los Países Bajos                    | 2007 |
| Mejor goleador mundial de Primera División según la IFFHS | 2007 |